# Las Lomitas
Las Lomitas è un census-designated place degli Stati Uniti d'America situato nella contea di Jim Hogg dello Stato del Texas.
La popolazione era di 244 persone al censimento del 2010.

## Geografia fisica
Las Lomitas è situata a 27°20′34″N 98°40′08″W (27.342890, -98.668876).
Secondo lo United States Census Bureau, ha un'area totale di 4,0 miglia quadrate (10 km²).

## Società

### Evoluzione demografica
Secondo il censimento del 2000, c'erano 267 persone, 69 nuclei familiari e 56 famiglie residenti nella città. La densità di popolazione era di 67,5 persone per miglio quadrato (26,0/km²). C'erano 87 unità abitative a una densità media di 22,0 per miglio quadrato (8,5/km²). La composizione etnica della città era formata dal 69,66% di bianchi, il 23,97% di altre razze, e il 6,37% di due o più etnie. Ispanici o latinos di qualunque razza erano il 93,26% della popolazione.
C'erano 69 nuclei familiari di cui il 68,1% aveva figli di età inferiore ai 18 anni, il 63,8% aveva coppie sposate conviventi, il 13,0% aveva un capofamiglia femmina senza marito, e il 17,4% erano non-famiglie. Il 13,0% di tutti i nuclei familiari erano individuali e il 2,9% aveva componenti con un'età di 65 anni o più che vivevano da soli. Il numero di componenti medio di un nucleo familiare era di 3,87 e quello di una famiglia era di 4,23.
La popolazione era composta dal 46,1% di persone sotto i 18 anni, l'11,6% di persone dai 18 ai 24 anni, il 29,2% di persone dai 25 ai 44 anni, il 10,5% di persone dai 45 ai 64 anni, e il 2,6% di persone di 65 anni o più. L'età media era di 20 anni. Per ogni 100 femmine c'erano 108,6 maschi. Per ogni 100 femmine dai 18 anni in giù, c'erano 105,7 maschi.
Il reddito medio di un nucleo familiare era di 30.714 dollari e quello di una famiglia era di 30.714 dollari. I maschi avevano un reddito medio di 36.875 dollari contro i 11.250 dollari delle femmine. Il reddito pro capite era di 7.506 dollari. Circa il 28,8% delle famiglie e il 38,2% della popolazione erano sotto la soglia di povertà, incluso il 37,4% di persone sotto i 18 anni di età e il 100,0% di persone di 65 anni o più.